# کاکل‌افشان

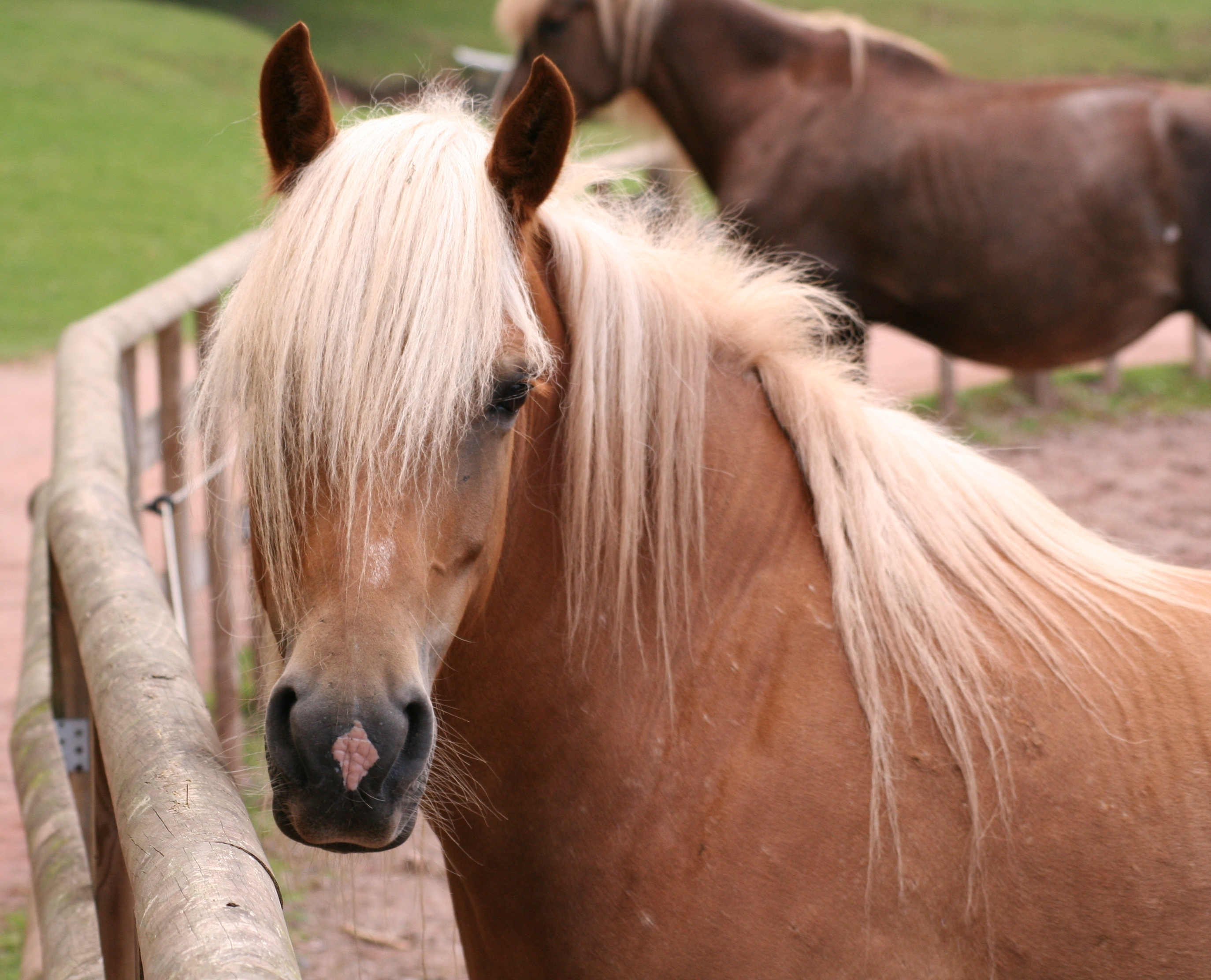
اسبی با کاکل‌افشان بلند و کلفت

کاکل‌افشان یا کاکل‌پیشانی، بخشی از یال اسب است که از سر جانور رشد می‌کند و به جلو بین گوش‌ها و روی پیشانی می‌افتد. برخی از نژادها، به ویژه نژادهای پونی، دارای کاکل‌افشان به‌طور طبیعی کلفت هستند، در حالی که نژادهای دیگر، مانند بسیاری از نژادهای اصیل، پیشانی نازک‌تری دارند. اسب‌های وحشی بدوی مانند اسب پرژوالسکی با یال طبیعی کوتاه و قائم معمولاً هیچ مویی روی پیشانی ندارند. دیگر اسب‌ها مانند الاغ و گورخر، اصلاً کاکل‌افشان قابل تشخیصی ندارند.